# Großfürstentum Twer

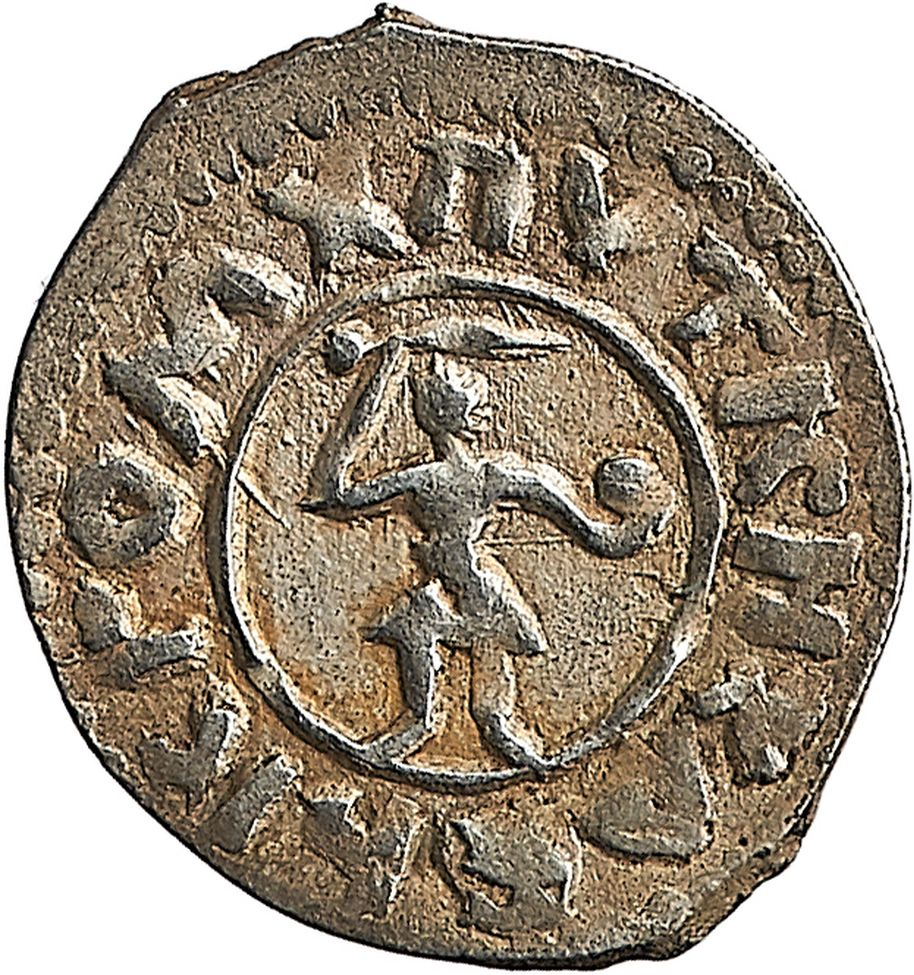
Siegel des Twerer Fürsten Michail Borissowitsch

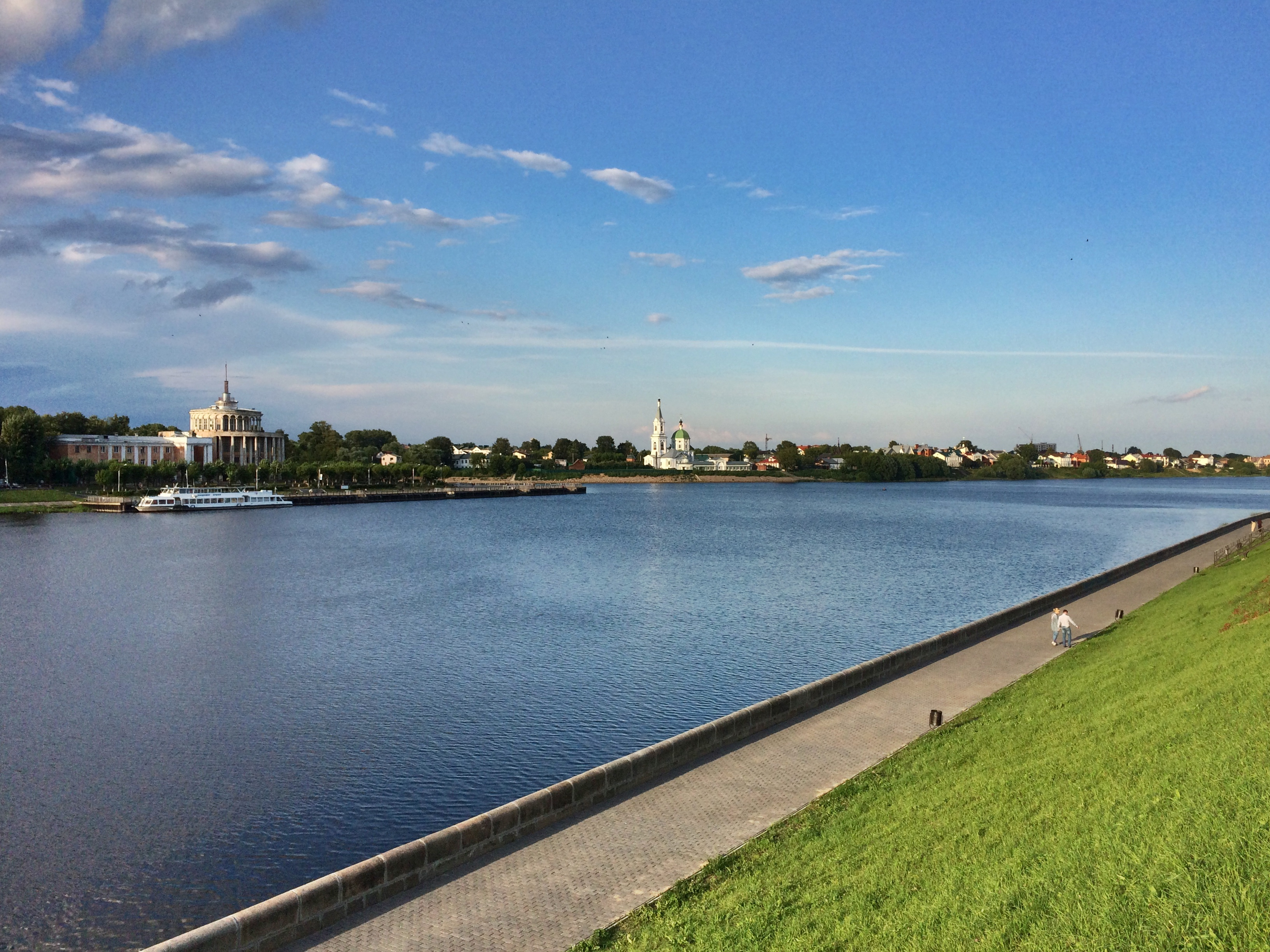
Stadt Twer (russ. Тверь) am Ufer der Wolga (2015)

Das Großfürstentum Twer (russisch Великое княжество Тверское) war ein Fürstentum in der nordöstlichen Rus, das zwischen dem 13. und dem 15. Jahrhundert Bestand hatte. Mit der Hauptstadt Twer umfasste es Gebiete am Oberlauf der Wolga. Auf dem Höhepunkt seiner Macht war Twer ein Rivale Moskaus um die Vorherrschaft in Russland. Die wichtigsten Zentren des Fürstentums waren neben Twer die Städte Kaschin, Ksnjatin, Subzow, Stariza, Mikulin, Dorogobusch, Cholm, Klin und Kaljasin.

## Geschichte
Der Großfürst von Wladimir-Susdal, Jaroslaw II. Wsewolodowitsch, löste um 1240 Gebiete um Twer aus seinem Fürstentum heraus, um sie seinem Sohn Alexander Newski zu überlassen. 1247 wurden die Gebiete seinem anderen Sohn Jaroslaw Jaroslawitsch übertragen und seitdem von dessen Nachkommen regiert. Das Fürstentum war aufgrund seiner geographischen Lage für die Überfälle der Mongolen weniger zugänglich. Es wurde zum Zufluchtsort für viele Menschen aus Wladimir-Susdal und wegen der Angriffe der Litauer auch für die Bewohner der westlichen Rus (Polozk, Kiew). In der zweiten Hälfte des 13. Jahrhunderts erfolgte eine schnelle Machtzunahme von Twer. Jaroslaw Jaroslawitsch erhielt in den 1260er Jahren den Großfürstentitel und versuchte, eine breitangelegte Vereinigungspolitik der „russischen Erde“ durchzuführen. Diese Politik setzte auch sein Sohn Michail Jaroslawitsch fort, der ab 1305 ebenfalls Großfürst von Wladimir wurde. Im Kampf um die Vorherrschaft in der nordöstlichen Rus stand Twer um diese Zeit in starker Rivalität mit dem südlicher gelegenen Fürstentum Moskau.

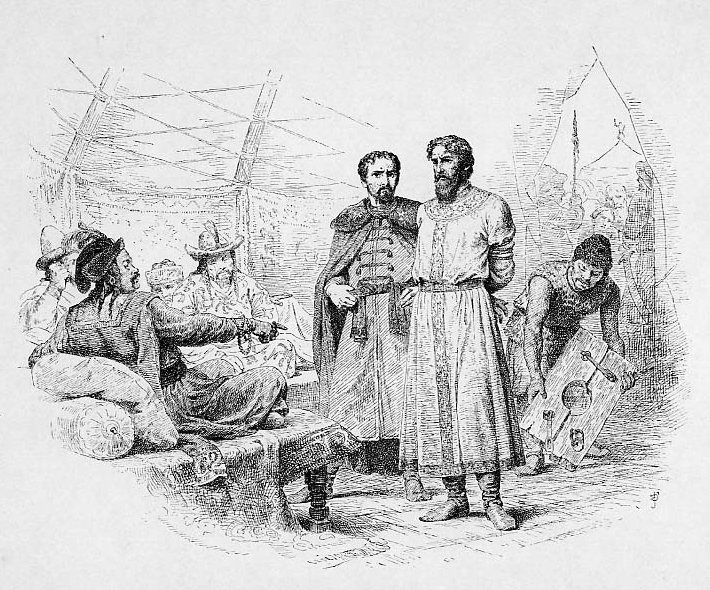
Fürst Michail Jaroslawitsch vor dem Khan (Historisierende Zeichnung aus dem 19. Jahrhundert)

Die Erstarkung von Twer weckte Besorgnis bei den Khans der Goldenen Horde. Usbek Khan unterstützte Moskau und beorderte Michail Jaroslawitsch zur Horde, um ihn dort zu töten. Ein ähnliches Los war später auch seinen Söhnen Dmitri und Alexander beschieden. Das Streben der Twerer Fürsten, den Prozess der Vereinigung Russlands anzuführen, machte Twer für einige Zeit zum Zentrum des Befreiungskampfes gegen die mongolische Herrschaft. 1327 kam es in Twer und anderen Städten des Fürstentums zu einem Aufstand, der von den Mongolen brutal niedergeschlagen wurde. Twer wurde geplündert und niedergebrannt, seine Bevölkerung getötet oder in die Sklaverei verschleppt. Von diesem Schlag konnte sich Twer nicht mehr erholen und spielte keine führende Rolle mehr. Die Khane förderten die feudale Zersplitterung von Twer. In der zweiten Hälfte des 14. Jahrhunderts spalteten sich die Fürstentümer Kaschin, Cholm, Mikulin und Dorogobusch von Twer ab und zerfielen in der Folge in noch kleinere Fürstentümer. Die Zersplitterung des Twerer Fürstentums behinderte die Politik der Sammlung der russischen Erde. Twer musste politisch zwischen der Horde, Moskau und dem Großfürstentum Litauen manövrieren.
Als Moskau sich unter Dmitri Donskoi gegen die Horde wandte, versuchte Fürst Michail Alexandrowitsch mit Hilfe der Horde und der Litauer erneut mit Moskau zu konkurrieren. Daraufhin verbündeten sich die Moskauer mit den Fürsten von Kaschin, die Twer mehrere Jahrzehnte lang befehdeten. Der Einfluss von Twer stieg in der Mitte des 15. Jahrhunderts erneut, als im Großfürstentum Moskau ein Erbfolgekrieg zwischen Wassili II. und Dmitri Schemjaka ausbrach und Twer versuchte, einzugreifen. Allerdings begann Twer nach dem Ende des Moskauer Bürgerkriegs rasch an Selbständigkeit zu verlieren. Der Twerer Fürst Michail Borissowitsch musste mit dem Moskauer Iwan III. eine Reihe von nachteiligen Verträgen unterzeichnen. Der Versuch Michails, sich an Litauen anzulehnen, führte zur Belagerung von Twer durch das Moskauer Heer, das die Stadt im Jahr 1485 einnahm. Das Twerer Fürstentum verlor den Machtkampf und hörte auf, als unabhängiger Staat zu existieren.